# Internet
Het internet is een wereldwijd openbaar netwerk van computernetwerken, waarvan de afspraken worden beschreven in de Request for Comments die worden beheerd door de Internet Engineering Task Force. Om het internet goed te laten werken, zijn afspraken gemaakt over protocollen voor gegevensuitwisseling tussen computers. Een van die protocollen is het Internetprotocol (IP).
De oorsprong van het internet is terug te voeren tot ARPANET, een in 1969 in de Verenigde Staten gebouwd netwerk. Inmiddels is het internet een mondiaal fenomeen, dat het karakter van massamedium heeft gekregen. Als een van de succesfactoren wordt wel genoemd dat het volledige internet eigendom van niemand is, terwijl de fysieke onderdelen wel degelijk een eigenaar hebben.
In het dagelijkse spraakgebruik wordt met internet vaak het wereldwijde web bedoeld, maar dat is slechts een van de vele diensten die kunnen worden gebruikt via het internet. Andere bekende diensten zijn e-mail, IP-telefonie, FTP en Usenet.

Percentages internetgebruikers per land in 2016

## Het woordinternet
De term internet was oorspronkelijk een bijvoeglijk naamwoord, namelijk een afkorting van internetworking, dat wil zeggen: netwerken onderling verbindend. In de oorspronkelijke specificatie van TCP/IP, het basis-internetprotocol uit 1974, is deze term al te vinden. Men had het bijvoorbeeld over internet-mail en internet-verkeer. Hier betekende internet: werkend met TCP/IP, en het was een voorziening waar op sommige computernetwerken voor specifieke doeleinden bij tijd en wijle gebruik van werd gemaakt, als aanvulling op de faciliteiten van het computernetwerk zelf.
Door het ontstaan van een groot en explosief groeiend wereldwijd netwerk van via TCP/IP verbonden computers ging de term 'internet' verwijzen naar dat specifieke netwerk, en rond 1990 werd het de officiële naam voor dat netwerk, een zelfstandig naamwoord, meestal met lidwoord en hoofdletter geschreven. In de daaropvolgende jaren werden alle andere vormen van computernetwerken naar de periferie verdrongen en groeide het internet uit tot een algemene voorziening zoals tv, radio en telefoon. De oorsprong van de voorziening en van de naam ervan verdwenen naar de achtergrond.
Sinds de nieuwe Nederlandse spelling van oktober 2005 wordt internet in het Nederlands in alle gevallen zonder hoofdletter geschreven.

## Geschiedenis van het internet
De grondslag voor het internet is ARPANET, een computernetwerk dat in 1969 werd opgezet door het ARPA-instituut van het Amerikaanse ministerie van Defensie om computers van onderzoeksinstituten met elkaar te verbinden. Door gebruik te maken van packet switching, en de toepassing van wachtrijtheorie en andere technieken voor gedistribueerde netwerken, was een erg robuust systeem op te zetten. De term 'Internet' werd in 1974 voor het eerst gebruikt in een document van Vinton Cerf en diens manager Bob Kahn over TCP.
Per 1 januari 1983 stapte ARPANET over van NCP naar TCP/IP als netwerkprotocol (waarbij IP staat voor Internet Protocol), en daarmee was de geboorte van het internet in zijn huidige technische vorm een feit. Het gebruik ervan verspreidde zich verder onder universiteiten en aan de overheid gelieerde instellingen, eerst in de Verenigde Staten, later ook in Canada, Europa en Japan.

Het meeste gebruik vond plaats in de vorm van SMTP (e-mail), FTP (bestandsoverdracht) en telnet (tekstuele interactieve sessies).
Intussen ontwikkelde de verwerkingskracht van computers en netwerken zich zo sterk dat grafische gebruikersomgevingen op computers gemeengoed werden en het zelfs haalbaar werd om op deze manier documenten en applicaties op afstand over het internet beschikbaar te stellen. Het basisprincipe hierbij is hypertekst, waarbij documenten aanklikbare verwijzingen naar elkaar bevatten.
Tim Berners-Lee en Robert Cailliau van het CERN zagen in dat hiervoor standaardtechnieken nodig waren die net als de TCP/IP-protocollen van het internet zelf platformonafhankelijk zouden moeten zijn, en begonnen in 1991 het wereldwijde web-project, waarin ze zulke standaarden ontwikkelden (HTTP en HTML), software schreven om ze te gebruiken, en die software vrijelijk aan de wereld beschikbaar stelden. Gebruikers en ontwikkelaars elders in de wereld volgden, en de ontwikkeling van de Mosaic-webbrowser in 1993 aan het NCSA was de definitieve doorbraak. Het gebruik van documenten en diensten over het internet werd hiermee enorm vereenvoudigd.
In 1993 werd het gebruik van het internet, tot dan voorbehouden aan overheid en onderwijs, door de Amerikaanse overheid opengesteld voor bedrijven en particulieren. Het gebruik nam vervolgens explosief toe. Pizza Hut was in 1994 een van de eerste bedrijven ter wereld die het www commercieel inzetten door de mogelijkheid te bieden om bestellingen online te doen. In 1996 was het internet algemeen bekend bij het grote publiek, maar werd de term over het algemeen gebruikt als synoniem voor het wereldwijde web.

## Het huidige internet
Afgezien van de complexe fysieke verbindingen die de infrastructuur van internet vormen, wordt het internet bij elkaar gehouden door bi- en multilaterale commerciële contracten zoals peeringovereenkomsten en de technische standaarden die de te gebruiken protocollen beschrijven.
Het huidige internationale internetverkeer loopt vrijwel volledig via glasvezelkabels (dus niet via communicatiesatellieten, die hebben daarvoor een te kleine capaciteit). De onderzeekabels in de oceanen worden los op de bodem gelegd (dus niet ingegraven of eraan bevestigd).
In tegenstelling tot oudere communicatieprotocollen is de set van protocollen die het internet gebruikt zo veel mogelijk onafhankelijk van het toegepaste fysieke medium. Hierdoor kan bijvoorbeeld TCP/IP-communicatie plaatsvinden over glasvezel-, koper- en radioverbindingen.
De basisprotocollen, zoals TCP/IP, worden vastgesteld door de Internet Engineering Taskforce (IETF). Deze komen tot stand via een publieke discussie. De IETF legt standaarden vast in documenten die RFC's worden genoemd. Sommige van deze worden door de Internet Architecture Board (IAB) verheven tot internetstandaard.
De meest gebruikte protocollen binnen internet zijn op dit moment IP, TCP, UDP, DNS, DDNS, PPP, SLIP, ICMP, POP3, IMAP, SMTP, HTTP, HTTPS, SSH, Telnet, FTP, LDAP, SSL en TLS.
Populaire diensten die gebruikmaken van de hiervoor genoemde protocollen zijn bijvoorbeeld e-mail, Usenet, het wereldwijde web, Gopher, IRC en MUD. Van deze diensten worden e-mail en het wereldwijde web het meest gebruikt. Andere diensten bouwen hierop voort, zoals mailinglijsten en weblogs. E-mail en Usenet zijn echter niet toegangsafhankelijk van de bovenstaande protocollen, ze kunnen ook via andere netwerkprotocollen bereikt worden.
Andere populaire diensten zijn van oorsprong bedrijfseigen ontwikkelingen. Voorbeelden hiervan zijn Skype, ICQ en Gnutella.

## Toegang tot het internet
Gebruikelijke methoden om toegang te krijgen tot het internet omvatten:
- Via een kabel, dus min of meer op een vaste plaats: de inbelverbinding, breedband (over een coaxkabel, glasvezelkabel of koperen kabel).
- Draadloos, via wifi-hotspots.
- Via het netwerk voor mobiele telefonie: mobiel internet (EDGE/2G/3G/4G/5G).
- Via een satellietverbinding is al sedert de jaren 1990 een alternatief voor afgelegen gebieden. Daar komt in de nabije toekomst internet via satellietennetwerken in een lage baan bij. De bedrijven SpaceX (Starlink) en OneWeb bouwen een satellietnetwerk op in een lage baan om de aarde van waarmee ze overal ter wereld breedbandinternet (gaan) aanbieden. Het Starlink-netwerk is inmiddels operationeel en wordt nog verder uitgebreid. Ook Amazon.com heeft plannen voor het aanbieden van satellietinternet. Om via satellieten met het internet te communiceren is een specifiek type antenne benodigd.

Ook combinaties worden gebruikt, zoals thuis aangesloten zijn via een kabel, en daarmee een wifistation voor gebruik in huis creëren, of onderweg mobiel internet op een apparaat hebben, en van dat apparaat een wifistation maken (mobiele hotspot) voor gebruik op andere door de betreffende persoon en zijn eventuele gezelschap meegenomen apparaten.
Bij het, al of niet tegen betaling, beschikbaar stellen van internet, bijvoorbeeld aan bezoekers van een openbare gelegenheid, kan men onderscheiden:
- Het beschikbaar stellen van een computer met internetaansluiting. Dit gebeurt onder andere in bibliotheken en internetcafés.
- Het beschikbaar stellen van wifi. Dit gebeurt in/op sommige treinen, bussen, vliegvelden, stations, benzinestations, horecagelegenheden, en soms in de foyer van een bioscoop. Steeds meer luchtvaartmaatschappijen bieden op intercontinentale vluchten ook internet tegen betaling aan tijdens het vliegen.

Zo is in Nederland bijvoorbeeld bij de NS gratis wifi beschikbaar in veel intercity's (als onderdeel van On Board Information Services), en bij Arriva in alle treinen en een deel van de bussen.

## Robuustheid van het internet
Het internet is vanaf het begin zo gebouwd dat het netwerk stabiel is en blijft. Als een verbinding wegvalt, zullen de pakketten door de vele routers langs een ander pad gestuurd worden. Daarom wordt verondersteld dat de stabiliteit van het internet moeilijk te beïnvloeden is door terroristen. Als een kabel wordt doorgesneden of een knooppunt wordt opgeblazen, zullen de datapakketten zonder gegevensverlies een andere route kiezen. Dit bleek inderdaad zo te zijn bij de aanslagen op 11 september 2001 in New York. Onder het World Trade Center lag een belangrijk knooppunt van het internet maar er werd na de vernietiging hiervan geen noemenswaardige vertraging geconstateerd in het algemene internetverkeer.
Een kritische blik op het internet in Nederland leert echter wel dat bijna al het internationale verkeer via Amsterdam Internet Exchange (AMS-IX) in Amsterdam loopt, een van de drukste internetknooppunten ter wereld. Zo zijn er vanuit Amsterdam verbindingen met onder andere Londen en Hamburg (easynet), met Düsseldorf, New York en Kopenhagen (KPN) en met Chicago, Praag en Stockholm (Netherlight). Mochten onverhoopt alle verbindingen naar Amsterdam wegvallen, dan moet al het internationale internetverkeer van en naar Nederland een omweg via bijvoorbeeld Rotterdam en Antwerpen maken. Overbelasting van dat deel van het netwerk is dan een logisch gevolg. Het Amsterdamse internetknooppunt is overigens verdeeld over zeven verschillende locaties, waardoor de kans op algehele uitval klein is.
Een geval waarin een breuk in een glasvezelkabel leidde tot een "digitale duisternis", vond plaats in 2019. Op 20 januari 2019 viel op de Tonga-eilanden het internet (en dus ook telefonie) uit, vanwege een breuk in de glasvezelkabel naar Nieuw-Zeeland. De economie viel tijdens die breuk, die 14 dagen duurde, zo goed als stil. Een noodplan met satelliettelefoons lenigde de ergste noden.
Ook een zonnestorm zou voor internetchaos kunnen zorgen, omdat volgens wetenschappers vooral onderzeekabels gevoeliger zijn voor plasmawolken.

## Risico's van het internet

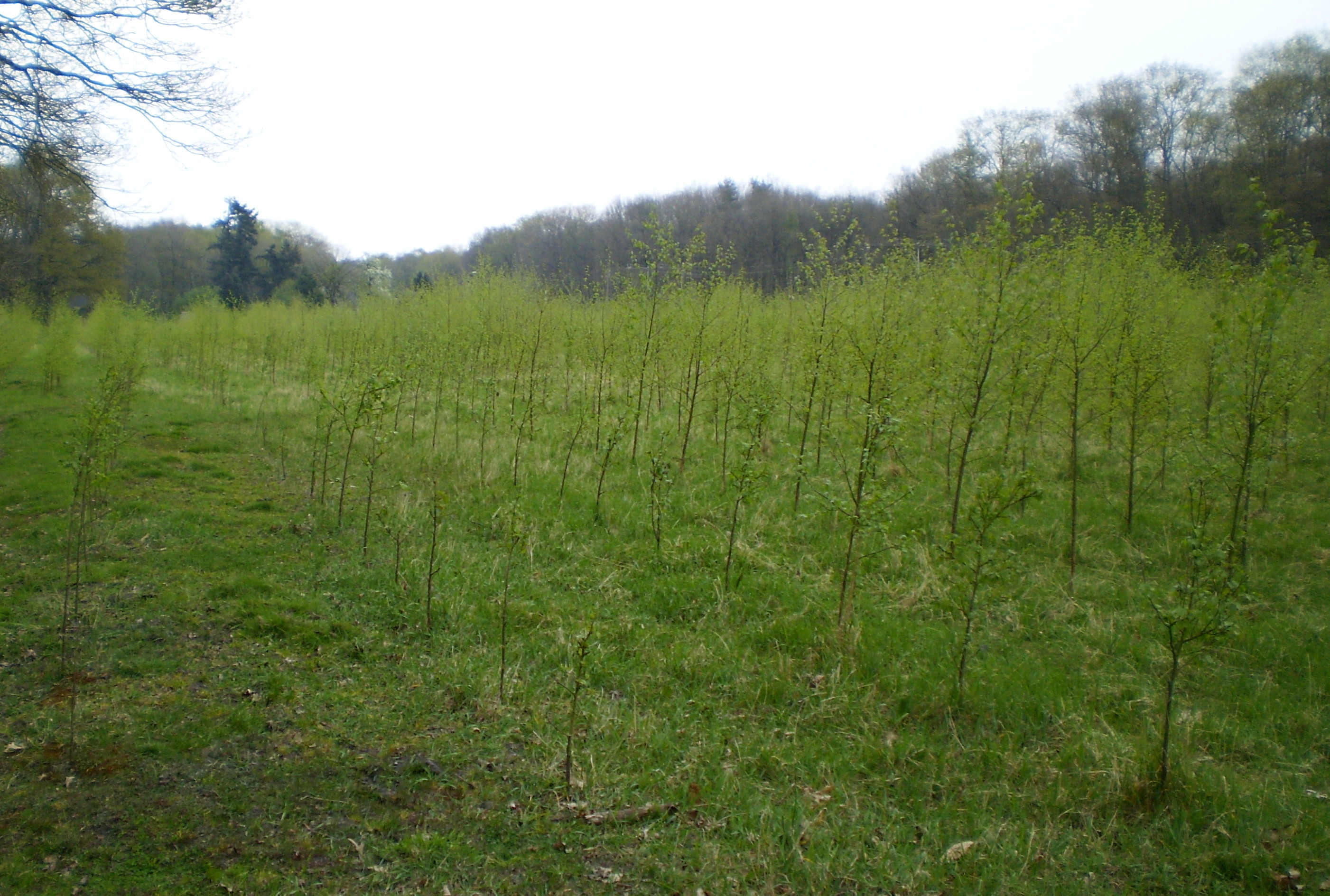
"Internetbos", bedoeld om compensatie te bieden voor de CO_{2}-uitstoot die internetservers veroorzaken

De opmars van computernetwerken heeft ook zijn negatieve kanten:
- Via de talrijke verbindingen kunnen virussen en spyware zich snel verspreiden. Systemen die veel gebruikt worden, zoals Windows en Android, worden vaker geviseerd.
- Persoonlijke gegevens zijn vaak slecht beveiligd en daarmee gemakkelijk toegankelijk voor onbevoegden, wat gevolgen heeft voor de privacy van individuen.
- Eens gedeelde informatie op het internet is moeilijk weer te verwijderen.
- Het internet geeft een gevoel van anonimiteit, wat voor sommige mensen aanleiding is om extremer te reageren dan anders.
- Net als in de fysieke wereld heeft internet ook last van vandalen. Een goed voorbeeld hiervan zijn de "scriptkiddies".
- Ongewenste informatie, bijvoorbeeld een handleiding voor het vervaardigen van explosieven, kan ook eenvoudig verspreid worden.
- Het internet heeft indirect bijgedragen tot een enorme groei van het aantal servers die diensten verlenen over het internet en steeds meer elektriciteit vergen voor stroomvoorziening voor de elektronica en koeling. Een datacenter kan evenveel energie verbruiken als een fabriek.[7]

Men hoopt een aantal van bovenstaande problemen te verhelpen door nieuwe protocollen te ontwikkelen met een verbeterde authenticatie en een sterkere encryptie. Een voorbeeld daarvan is AS2. Het elektriciteitsverbruik van servers moet worden afgeremd door het ontwikkelen van zuiniger computerchips en efficiëntere software. De ontwikkeling van volledig optisch werkende schakelaars, die nu nog in de kinderschoenen staan, zal op de langere termijn kunnen gaan zorgen voor een nog veel lager energieverbruik.